# Bacidia circumspecta
Bacidia circumspecta är en lavart som först beskrevs av William Nylander och Edvard Vainio och som fick sitt nu gällande namn av Gustaf Malme. 
Bacidia circumspecta ingår i släktet Bacidia och familjen Ramalinaceae. Enligt den finländska rödlistan är arten nära hotad i Finland. Arten är reproducerande i Sverige. Artens livsmiljö är lundskogar.